# Berlin lebt (Album)
Berlin lebt ist das vierte Studioalbum des deutschen Rappers Capital Bra. Das Album erschien am 22. Juni 2018 beim Independent-Label Team Kuku. Es wird über Sony Music vertrieben. Unter anderem sind Farid Bang, Ufo361 und AK Ausserkontrolle auf dem Album mit Gastbeiträgen vertreten.

## Hintergrund
Das Album wurde im März 2018 von Capital Bra angekündigt.
Produziert wurde das Album von The Cratez, wobei jeweils bei einem Track die Produzenten Freek van Workum und YoungTaylor mitproduzierten. Auf dem Cover ist Capital Bra auf einem roten Mercedes vor dem Brandenburger Tor zu sehen. In der Deluxe-Box des Albums war zusätzlich die fünf Songs beinhaltende Bonus-EP 5 Songs in einer Nacht erhalten, welche ausschließlich von The Cratez produziert wurde.
Es war für Capital Bra das letzte Album beim Independent-Label Team Kuku. Kurz nach der Veröffentlichung wurde bekannt, dass Capital Bra zu Bushidos Label Ersguterjunge wechselt.

## Titelliste

### Album
| #  | Titel                  | Gastmusiker        | Produzent(en)                | Länge |
| -- | ---------------------- | ------------------ | ---------------------------- | ----- |
| 1  | Berlin lebt            |                    | The Cratez                   | 3:04  |
| 2  | Kennzeichen B-TK       | King Khalil        | The Cratez                   | 2:40  |
| 3  | Giselle Bündchen       |                    | The Cratez                   | 3:24  |
| 4  | Neymar                 | Ufo361             | The Cratez, YoungTaylor      | 4:24  |
| 5  | 5 Songs in einer Nacht |                    | The Cratez                   | 2:27  |
| 6  | Gutes Herz             | KC Rebell          | The Cratez                   | 3:12  |
| 7  | Panzer, Tiger          | Farid Bang         | The Cratez                   | 2:44  |
| 8  | Ballert                |                    | The Cratez                   | 2:52  |
| 9  | Baba Flow              |                    | The Cratez                   | 3:06  |
| 10 | Darby                  | AK Ausserkontrolle | The Cratez, Freek van Workum | 3:22  |
| 11 | One Night Stand        |                    | The Cratez                   | 2:42  |
| 12 | Packen                 |                    | The Cratez                   | 3:55  |
| 13 | Glaub mir              |                    | The Cratez                   | 3:03  |
| 14 | Meine Welt             | King Khalil        | The Cratez                   | 2:42  |
| 15 | Wann dann              | Capital T          | The Cratez                   | 3:10  |

### 5 Songs in einer Nacht EP
| # | Titel           | Gastmusiker | Produzent(en) | Länge |
| - | --------------- | ----------- | ------------- | ----- |
| 1 | Rolli von Pablo | KAY AY      | The Cratez    | 2:42  |
| 2 | Anders als die  | Bausa       | The Cratez    | 3:34  |
| 3 | Ja Bra 2        |             | The Cratez    | 2:13  |
| 4 | Dealer          | Joshi Mizu  | The Cratez    | 2:58  |
| 5 | Was wollen die  |             | The Cratez    | 3:15  |

## Rezeption

### Kritiken
Das Album erhielt gemischte Kritiken.
Für Holger Grevenbrock von dem Online-Magazin Laut.de sei sicher kein Meisterwerk, aber auch kein Flop. Es gelinge Capital Bra aus der Straßenrap-Blase auszubrechen. Er bewertete es mit drei von fünf Sternen.
Sebastian Schiller von Plattentests.de bewertete es mit sechs von zehn Punkten. Capital Bra habe eine leicht selbstironische und dennoch authentische Ausstrahlung. Seine quirlige Art mache ihn sympathisch und unterhaltsam.
Für Florian Peking von MZEE hat das Album nur einen kurzfristigen Unterhaltungswert. Man spüre zwar die Energie, die der junge Rapper beim Musikmachen hat, allerdings versammle Capital Bra auf der Platte lediglich eine ganze Reihe Gangsterrap-Klischees, ohne diesen eine eigene Wendung zu geben.
Die Singleauskopplung Berlin lebt wurde ein großer kommerzieller Erfolg. Sie erreichte unter anderem Platz 1 in den deutschen Charts. Die anderen Singles konnten ebenfalls hohe Chartplatzierungen in Deutschland, Österreich und der Schweiz erreichen.

### Chartplatzierungen
| ChartsChartplatzierungen | Höchstplatzierung | Wochen |
| ------------------------ | ----------------- | ------ |
| Deutschland (GfK)        | 1 (55 Wo.)        | 55     |
| Österreich (Ö3)          | 1 (59 Wo.)        | 59     |
| Schweiz (IFPI)           | 1 (32 Wo.)        | 32     |

| ChartsJahrescharts (2018) | Platzierung |
| ------------------------- | ----------- |
| Deutschland (GfK)         | 13          |
| Österreich (Ö3)           | 11          |
| Schweiz (IFPI)            | 31          |

### Auszeichnungen für Musikverkäufe
| Land/Region        | Auszeichnungen für Musikverkäufe (Land/Region, Auszeichnung, Verkäufe) | Verkäufe |
| ------------------ | ---------------------------------------------------------------------- | -------- |
| Deutschland (BVMI) | Gold                                                                   | 100.000  |
| Insgesamt          | 1× Gold ·                                                              | 100.000  |